# Anekdot för sänkande av arbetsmoralen
Anekdot för sänkande av arbetsmoralen är en novell skriven av Heinrich Böll. Det är en tidlös novell med ett tydligt budskap. Novellen tillhör novellsamlingen När kriget var slut och publicerades i Tyskland år 1963. Novellen är med enbart 3 sidor lång med sammanlagt 777 ord.

## Handling
Novellen utspelar sig under en tidig morgon i en hamn, någonstans längs Europas västkust, där det lyder en konversation mellan en fiskare och en turist. Det är turisten som inleder konversationen med fiskaren eftersom han vill fråga om fiskaren har varit ute på havet och fått någon fångst. Konversationen mellan personerna fortsätter då turisten vill veta mer om fiskarens fångst och hur han har tänkt gällande framtiden.
Det är då som turisten, med väldigt stort engagemang, delar med sig av sina egna erfarenheter och hur fiskaren kan lyckas på bästa sätt för de kommande åren. Turisten menar att om fiskaren lägger ner mer tid på sitt yrke, istället för att ligga och lata sig, så kan han köpa en ny båt, kylhus och andra saker som kan hjälpa fiskaren just med sitt arbete. Sedan i lugn och ro kan fiskaren njuta i hamnen framför det vackra havet. Men fiskaren säger då att han redan gör det, njuter i hamnen och att han inte behöver lägga ner mer tid för att få det han redan har.
Turisten lämnar sedan fiskaren, och känner inget medlidande utan bara lite avundsjuka.

## Karaktärer
Personerna i Heinrich Bölls novell är rena motsatserna till varandra, då de ser olika ut och beter sig olika. Man får inte veta så mycket om dem, inte deras namn eller historia utan beskrivs i novellen såhär:
"... ligger en man i utslitna kläder och dåsar i sin fiskebåt. En turist, klädd i elegant kostym, sätter in en ny rulle färgfilm i sin kamera..."

## Språk och stil
Novellens berättarperspektiv är från en utomstående allvetande som kommenterar konversationen mellan karaktärerna likaså omgivningen, miljö och vad som sker mellan karaktärerna. Den utomstående allvetande kommer inte heller med några egna tankar eller kommentarer.
Novellen är en klassisk novell, då det finns en tydlig struktur genom hela texten med hjälp av en inledning, mittendel och en avslutning.
Tekniker i novellen är bland annat konversationen mellan karaktärerna som startas redan efter ett par meningar i början av novellen och som pågår ända fram till slutet av novellen. En annan teknik som finns är att Heinrich Böll har skrivit med korta meningar men lyckas ändå beskriva tillräckligt för att kunna ge läsarna en så bra helhet som möjligt. Det uppstår också en del upprepningar.

## Placering i tid
Anekdot för sänkande av arbetsmoralen är en tidlös novell då man kan ha användning av novellens budskap när som helst, men novellen skrevs på 1900-talet vilket gör att det finns en del punkter som utmärker åldersskillnaden:
- Turisten sätter in en ny färgrulle i sin kamera för att kunna ta bilder.
- Novellen har ord såsom dåsar, angelägenheter, sålunda och trashanken som man i dagsläget inte använder.
- Just novellens titel med ordet "anekdot" är i sig ett gammaldags ord som inte används i samma grad. Titel kan även översättas på olika sätt, en annan vanlig titel är Anekdot till lättjans försvar vilket är ännu mer ålderdomligt.

## Inte bara en novell
Det händer väldigt ofta att Heinrich Bölls novell nämns i bloggar, tidningar, artiklar och så vidare där man drar slutsatser med hjälp av att man jämför det med Anekdot för sänkande av arbetsmoralen. Novellens budskap handlar om att inte hela tiden sträva efter det bättre och inte tänka för mycket på framtiden, utan att njuta av det man faktiskt har, vilket är ett problem i dagsläget. När personer skriver artiklar eller blogginlägg så kan man förstärka sin tanke eller budskap som handlar just om Heinrich Böll novell och dess budskap om arbete, girighet och att leva i nuet med att citera eller att nämna just novellen.  Detta gör att novellen inte bara blir en novell, utan något som människor kan se upp till och ha i baktanke under hela livet. Det kan påminna oss om att ta vara på de personer och saker som finns i våra liv.